# Resolució 2123 del Consell de Seguretat de les Nacions Unides
La Resolució 2123 del Consell de Seguretat de les Nacions Unides fou adoptada per unanimitat el 12 de novembre de 2013. Després de recordar les resolucions anteriors sobre Bòsnia i Hercegovina i donant suport a la plena aplicació de l'acord de Dayton, el Consell va ampliar el mandat d'EUFOR Althea durant un any.

## Detalls
El Consell assenyala que EUFOR Althea ha treballat amb èxit en l'enfortiment i la formació dels serveis propis de seguretat de Bòsnia i Hercegovina i els ha reforçat quan la situació ho ha requerit. El 21 d'octubre de 2013, els ministres d'Afers Exteriors europeus també van decidir que la missió continuaria exercint un paper militar. La idea era que Bòsnia i Hercegovina s'integrés en els països occidentals, cosa que requeria una transició cap a un país europeu funcional, modern i democràtic.
El Consell també va demanar que es completés l'agenda 5 + 2 com a condició per al tancament de l'Oficina de l'Alt Representant. El progrés en aquesta àrea no s'havia materialitzat. Es va cridar als líders de Bòsnia i Hercegovina a abstenir-se de fer retòrica inflamatòria.
Els països implicats van rebre permís per mantenir la missió de la UE i la seu de l'OTAN a Bòsnia i Hercegovina durant almenys altres 12 mesos. EUFOR Althea va ser el principal factor estabilitzador d'aquest país en el marc de la part militar de l'acord de pau. També se'ls va concedir permís per fer complir el contingut dels apèndixs 1 i 2 (els aspectes militars, inclòs el control de l'espai aeri i els límits) de l'acord de pau amb els mitjans necessaris.